# Kym Herjavec
Kym Herjavec (Johnson de soltera; Sídney, Nueva Gales del Sur, 4 de agosto de 1976) es una bailarina de salón, coreógrafa y presentadora de televisión australiana. Es más conocida por haber participado como bailarina profesional en las tres primeras temporadas de la versión australiana de Dancing with the Stars, antes de aparecer en la versión estadounidense de la franquicia desde el 2006 al 2015. Regresó como profesional a la serie estadounidense en 2017 para la temporada 24. También ha servido como juez en la versión australiana del programa desde 2013.

## Primeros años
Johnson comenzó a bailar a la edad de tres años. Comenzó a estudiar bailes de salón a los 13 años de edad. En 1998, ella y su compañero, el lituano Tomas Atkocevicius, se ubicaron en segundo puesto en el Campeonato de Baile Deportivo Australiano en el Open Amateur Modern Ballroom. También fueron finalistas como en el Campeonato de Salón de Estados Unidos en Blackpool. Ella se retiró de las competencias de baile en 2001, pero siguió bailando en el escenario.

## Carrera

### Dancing with the Stars

#### Australia
Johnson apareció en las primeras tres temporadas de la versión australiana de Dancing with the Stars entre 2004 y 2005. En la temporada 1 fue emparejada con el actor Justin Melvey, llegando a la final y quedando en el tercer puesto. En la temporada 2 tuvo como pareja al presentador de televisión Tom Williams, consiguiendo ser la pareja ganadora. En la temporada 3 fue pareja del actor Michael Caton, terminando en el noveno puesto. En 2013, Johnson se convirtió en juez del programa.

#### Estados Unidos
Luego de su participación en la versión australiana, Johnson apareció en la versión estadounidense de Dancing with the Stars desde la temporada 3 en 2006, siendo emparejada con el presentador de televisión Jerry Springer, con quien fue la séptima pareja en ser eliminada por lo que terminaron en el quinto puesto. Ella regresó en 2007 para la temporada 4 donde fue emparejada con el miembro de N'Sync, Joey Fatone; la pareja logró llegar a la final y quedaron en el segundo puesto, detrás de Apolo Anton Ohno y Julianne Hough. Para la temporada 5 fue pareja del propietario de Dallas Mavericks y empresario Mark Cuban, con quien fue eliminada en la quinta semana terminando en el octavo puesto.
En 2008, para la temporada 6 fue emparejada con el mago Penn Jillette, siendo los primeros eliminados en una doble eliminación y quedando en el duodécimo puesto. Para la temporada 7 fue emparejada con el exjugador de la NFL Warren Sapp, logrando llegar a la final y ubicándose en el segundo puesto, detrás de Brooke Burke y Derek Hough.
En 2009, fue pareja del actor y comediante David Alan Grier para la temporada 8, siendo eliminados en la quinta semana y terminando en el noveno puesto. En la temporada 9 tuvo como pareja al cantante Donny Osmond; ellos lograron llegar a la final y fueron coronados campeones el 24 de noviembre, marcando la primera victoria de Johnson y convirtiéndola en la única bailarina profesional en haber ganado en dos países diferentes. Ya en 2010, ella no formó parte de la temporada 10 pero regresó para la temporada 11 donde fue pareja del actor David Hasselhoff, siendo los primeros eliminados y quedando en el duodécimo puesto.
En 2011, para la temporada 12 fue pareja del jugador de la NFL Hines Ward, con quien llegó a la final y lograron ganar la competencia el 24 de mayo, marcando la segunda victoria de Johnson. Para la temporada 13 fue emparejada con el actor y productor David Arquette, siendo la séptima pareja eliminada y terminando en el sexto puesto.
En 2012, para la temporada 14 formó pareja con el actor Jaleel White, siendo la sexta pareja en ser eliminada y terminando en el séptimo puesto. Para la temporada 15, una edición All-stars, ella bailó con su pareja de la temporada 4, Joey Fatone, con quien fue la segunda pareja eliminada y quedaron en el duodécimo puesto. Ya en 2013, tuvo como pareja para la temporada 16 al actor Ingo Rademacher, con quien llegó hasta la semifinal y se ubicaron en el quinto puesto.
El 11 de febrero de 2015, se anunció que Johnson regresaría para la temporada 20 después de estar ausente por tres temporadas, teniendo como pareja al panelista de Shark Tank y empresario Robert Herjavec; ellos fueron eliminados en una doble eliminación y terminaron en el sexto puesto. Luego de otras tres temporadas ausente, se anunció el 27 de febrero de 2017, que ella regresaría para la temporada 24 donde fue emparejada con el actor y exluchador Mr. T, siendo la tercera pareja eliminada y ubicándose en el décimo puesto. Esta fue su última temporada en el programa.

##### Rendimiento
| Temporada                                       | Pareja           | Puesto | Promedio |
| ----------------------------------------------- | ---------------- | ------ | -------- |
| 3                                               | Jerry Springer   | 5.º    | 20.75    |
| 4                                               | Joey Fatone      | 2.º    | 27.47    |
| 5                                               | Mark Cuban       | 8.º    | 20.40    |
| 6                                               | Penn Jillette    | 12.º   | 16.50    |
| 7                                               | Warren Sapp      | 2.º    | 24.81    |
| 8                                               | David Alan Grier | 9.º    | 20.80    |
| 9                                               | Donny Osmond     | 1.º    | 25.53    |
| 11                                              | David Hasselhoff | 12.º   | 15.00    |
| 12                                              | Hines Ward       | 1.º    | 26.73    |
| 13                                              | David Arquette   | 6.º    | 22.25    |
| 14                                              | Jaleel White     | 7.º    | 24.88    |
| 15                                              | Joey Fatone      | 12.º   | 21.50    |
| 16                                              | Ingo Rademacher  | 5.º    | 22.67    |
| 20                                              | Robert Herjavec  | 6.º    | 22.73*   |
| 24                                              | Mr. T            | 10.º   | 17.63*   |
| *Promedios ajustados a una escala de 30 puntos. |                  |        |          |

- Temporada 3 con Jerry Springer

| Semana | Baile / Canción                                   | Puntajes de los jueces | Puntajes de los jueces | Puntajes de los jueces | Resultado   |
| Semana | Baile / Canción                                   | C. I.                  | L. G.                  | B. T.                  | Resultado   |
| ------ | ------------------------------------------------- | ---------------------- | ---------------------- | ---------------------- | ----------- |
| 1      | Chachachá / «Hey Daddy»                           | 5                      | 5                      | 6                      | Salvados    |
| 2      | Quickstep / «Sing, Sing, Sing (With a Swing)»     | 7                      | 6                      | 6                      | Salvados    |
| 3      | Tango / «Hernando's Hideaway»                     | 7                      | 7                      | 7                      | Dos últimos |
| 4      | Vals / «Tennessee Waltz»                          | 7                      | 7                      | 8                      | Salvados    |
| 5      | Samba / «Eso Beso»                                | 8                      | 8                      | 8                      | Dos últimos |
| 6      | Pasodoble / «Habanera»                            | 7                      | 6                      | 5                      | Dos últimos |
| 6      | Grupo de Disco / «Don't Stop 'til You Get Enough» | Sin puntos extras      | Sin puntos extras      | Sin puntos extras      | Dos últimos |
| 7      | Foxtrot / «My Way»                                | 8                      | 8                      | 8                      | Eliminados  |
| 7      | Mambo / «Annie, I'm Not Your Daddy»               | 7                      | 8                      | 7                      | Eliminados  |

- Temporada 4 con Joey Fatone

| Semana        | Baile / Canción                        | Puntajes de los jueces | Puntajes de los jueces | Puntajes de los jueces | Resultado       |
| Semana        | Baile / Canción                        | C. I.                  | L. G.                  | B. T.                  | Resultado       |
| ------------- | -------------------------------------- | ---------------------- | ---------------------- | ---------------------- | --------------- |
| 1             | Chachachá / «You Should Be Dancing»    | 8                      | 8                      | 8                      | Sin eliminación |
| 2             | Quickstep / «Tell Her About It»        | 8                      | 8                      | 8                      | Salvados        |
| 3             | Tango / «Star Wars Theme/Cantina Band» | 8                      | 8                      | 8                      | Salvados        |
| 4             | Pasodoble / «Collecting the Ballots»   | 10                     | 9                      | 9                      | Salvados        |
| 5             | Rumba / «Bésame Mucho»                 | 8                      | 8                      | 9                      | Salvados        |
| 6             | Samba / «A Little Respect»             | 9                      | 9                      | 9                      | Salvados        |
| 6             | Grupo de Swing / «Rock This Town»      | Sin puntos extras      | Sin puntos extras      | Sin puntos extras      | Salvados        |
| 7             | Foxtrot / «The Way You Make Me Feel»   | 10                     | 9                      | 10                     | Salvados        |
| 7             | Jive / «Slippin' and Slidin'»          | 10                     | 10                     | 10                     | Salvados        |
| 8             | Vals / «Always»                        | 9                      | 9                      | 8                      | Dos últimos     |
| 8             | Mambo / «Pump It»                      | 10                     | 9                      | 10                     | Dos últimos     |
| 9 (Semifinal) | Foxtrot / «My Guy»                     | 10                     | 10                     | 10                     | Salvados        |
| 9 (Semifinal) | Jive / «Jump, Jive, and Wail»          | 10                     | 10                     | 10                     | Salvados        |
| 10 (Final)    | Chachachá / «Groove Is in the Heart»   | 9                      | 8                      | 9                      | Segundo puesto  |
| 10 (Final)    | Freestyle / «Last Dance»               | 10                     | 10                     | 10                     | Segundo puesto  |
| 10 (Final)    | Tango / «Star Wars Theme/Cantina Band» | 10                     | 10                     | 10                     | Segundo puesto  |

- Temporada 5 con Mark Cuban

| Semana | Baile / Canción               | Puntajes de los jueces | Puntajes de los jueces | Puntajes de los jueces | Resultado   |
| Semana | Baile / Canción               | C. I.                  | L. G.                  | B. T.                  | Resultado   |
| ------ | ----------------------------- | ---------------------- | ---------------------- | ---------------------- | ----------- |
| 1      | Foxtrot / «King of the Road»  | 7                      | 7                      | 7                      | Dos últimos |
| 2      | Mambo / «Ride wit Me»         | 6                      | 6                      | 6                      | Salvados    |
| 3      | Jive / «New Shoes»            | 6                      | 7                      | 7                      | Salvados    |
| 4      | Vals vienés / «Mr. Bojangles» | 7                      | 8                      | 7                      | Salvados    |
| 5      | Samba / «I Dream of Jeannie»  | 7                      | 7                      | 7                      | Eliminados  |

- Temporada 6 con Penn Jillette

| Semana | Baile / Canción                | Puntajes de los jueces | Puntajes de los jueces | Puntajes de los jueces | Resultado       |
| Semana | Baile / Canción                | C. I.                  | L. G.                  | B. T.                  | Resultado       |
| ------ | ------------------------------ | ---------------------- | ---------------------- | ---------------------- | --------------- |
| 1      | Chachachá / «Fool In Love»     | 5                      | 6                      | 5                      | Sin eliminación |
| 2      | Quickstep / «Man With the Hex» | 6                      | 6                      | 5                      | Eliminados      |

- Temporada 7 con Warren Sapp

| Semana                                                                  | Baile / Canción                                 | Puntajes de los jueces | Puntajes de los jueces | Puntajes de los jueces | Resultado        |
| Semana                                                                  | Baile / Canción                                 | C. I.                  | L. G.                  | B. T.                  | Resultado        |
| ----------------------------------------------------------------------- | ----------------------------------------------- | ---------------------- | ---------------------- | ---------------------- | ---------------- |
| 1                                                                       | Chachachá / «Do I Do»                           | 7                      | 7                      | 7                      | Salvados         |
| 1                                                                       | Quickstep / «Ding Dong Daddy Of The D-Car Line» | 7                      | 7                      | 8                      | Salvados         |
| 2                                                                       | Pasodoble / «Malagueña»                         | 8                      | 8                      | 8                      | Salvados         |
| 3                                                                       | Vals vienés / «Lovin' U»                        | 9                      | 8                      | 8                      | Salvados         |
| 4                                                                       | Samba / «Bounce With Me»                        | 8                      | 7                      | 7                      | Salvados         |
| 5                                                                       | Hustle / «Funkytown»                            | 8                      | 8                      | 9                      | Salvados         |
| 6                                                                       | Rumba / «Irreplaceable»                         | 8                      | 9                      | 8                      | Salvados         |
| 6                                                                       | Grupo de Hip-hop / «It Takes Two»               | Sin puntos extras      | Sin puntos extras      | Sin puntos extras      | Salvados         |
| 7                                                                       | Foxtrot / «Is You Is Or Is You Ain't My Baby»   | 7                      | 7                      | 7                      | Salvados         |
| 7                                                                       | Pasodoble en equipo / «Rocks»                   | 10                     | 9                      | 10                     | Salvados         |
| 8                                                                       | Tango / «Peter Gunn Theme»                      | 10                     | 9                      | 9                      | Salvados         |
| 8                                                                       | Jive / «Hallelujah I Love Her So»               | 9                      | 8                      | 9                      | Salvados         |
| 9 (Semifinal)                                                           | Mambo / «Tequila»                               | 8                      | 8                      | 8                      | Últimos salvados |
| 9 (Semifinal)                                                           | Jitterbug / «That Old Black Magic»              | 9                      | 8                      | 8                      | Últimos salvados |
| 10 (Final)                                                              | Samba / «Blame It On the Boogie»                | 9                      | 7                      | 9                      | Segundo puesto   |
| 10 (Final)                                                              | Freestyle / «Proud Mary»                        | 9                      | 10                     | 9                      | Segundo puesto   |
| 10 (Final)                                                              | Hustle / «Funkytown»                            | 9                      | 9                      | 9                      | Segundo puesto   |
| 1Puntaje dado por el juez invitado Michael Flatley en lugar de Goodman. |                                                 |                        |                        |                        |                  |

- Temporada 8 con David Alan Grier

| Semana | Baile / Canción                      | Puntajes de los jueces | Puntajes de los jueces | Puntajes de los jueces | Resultado       |
| Semana | Baile / Canción                      | C. I.                  | L. G.                  | B. T.                  | Resultado       |
| ------ | ------------------------------------ | ---------------------- | ---------------------- | ---------------------- | --------------- |
| 1      | Vals / «You Light Up My Life»        | 6                      | 7                      | 6                      | Sin eliminación |
| 2      | Salsa / «El Cumbanchero»             | 6                      | 5                      | 6                      | Salvados        |
| 3      | Foxtrot / «Come Rain or Come Shine»  | 8                      | 8                      | 8                      | Salvados        |
| 4      | Lindy Hop / «Bandstand Boogie»       | 8                      | 7                      | 7                      | Salvados        |
| 5      | Vals vienés / «I Put a Spell on You» | 7                      | 8                      | 7                      | Eliminados      |

- Temporada 9 con Donny Osmond

| Semana                                                               | Baile / Canción                                         | Puntajes de los jueces | Puntajes de los jueces | Puntajes de los jueces | Resultado |
| Semana                                                               | Baile / Canción                                         | C. I.                  | L. G.                  | B. T.                  | Resultado |
| -------------------------------------------------------------------- | ------------------------------------------------------- | ---------------------- | ---------------------- | ---------------------- | --------- |
| 1                                                                    | Foxtrot / «All That Jazz»                               | 7                      | 6                      | 7                      | Salvados  |
| 1                                                                    | Relevo de Salsa / «Get Busy»                            | 10 puntos extras       | 10 puntos extras       | 10 puntos extras       | Salvados  |
| 2                                                                    | Jive / «Secret Agent Man»                               | 8                      | 91                     | 8                      | Salvados  |
| 3                                                                    | Rumba / «Endless Love»                                  | 7                      | 7                      | 7                      | Salvados  |
| 4                                                                    | Charlestón / «Put a Lid on It»                          | 8                      | 8                      | 8                      | Salvados  |
| 5                                                                    | Tango argentino / «Tango a Pugliese»                    | 10                     | 9                      | 10                     | Salvados  |
| 5                                                                    | Grupo de Hustle / «The Hustle»                          | Sin puntos extras      | Sin puntos extras      | Sin puntos extras      | Salvados  |
| 6                                                                    | Jitterbug / «Choo Choo Ch'Boogie»                       | 8                      | 8                      | 8                      | Salvados  |
| 6                                                                    | Maratón de Mambo / «Ran Kan Kan»                        | 7 puntos extras        | 7 puntos extras        | 7 puntos extras        | Salvados  |
| 7                                                                    | Quickstep / «Sing, Sing, Sing (With a Swing)»           | 8                      | 8                      | 8                      | Salvados  |
| 7                                                                    | Tango en equipo / «You Give Love a Bad Name»            | 9                      | 9                      | 10                     | Salvados  |
| 8                                                                    | Vals vienés / «You Don't Know Me»                       | 9                      | 8                      | 9                      | Salvados  |
| 8                                                                    | Pasodoble / «You Spin Me Round (Like a Record)»         | 8                      | 8                      | 8                      | Salvados  |
| 9 (Semifinal)                                                        | Tango / «Black and Gold»                                | 7                      | 7                      | 7                      | Salvados  |
| 9 (Semifinal)                                                        | Samba / «One Bad Apple»                                 | 8                      | 9                      | 9                      | Salvados  |
| 9 (Semifinal)                                                        | Jitterbug / «Jump Shout Boogie»                         | 9                      | 9                      | 9                      | Salvados  |
| 10 (Final)                                                           | Chachachá / «September»                                 | 9                      | 9                      | 9                      | Ganadores |
| 10 (Final)                                                           | Megamix / «You and Me», «Whenever, Wherever» & «Maniac» | 28 puntos extras       | 28 puntos extras       | 28 puntos extras       | Ganadores |
| 10 (Final)                                                           | Freestyle / «Back in Business»                          | 10                     | 10                     | 10                     | Ganadores |
| 10 (Final)                                                           | Tango argentino / «Tango a Pugliese»                    | 30 puntos extras       | 30 puntos extras       | 30 puntos extras       | Ganadores |
| 1Puntaje dado por el juez invitado Baz Luhrmann en lugar de Goodman. |                                                         |                        |                        |                        |           |

- Temporada 11 con David Hasselhoff

| Semana | Baile / Canción        | Puntajes de los jueces | Puntajes de los jueces | Puntajes de los jueces | Resultado  |
| Semana | Baile / Canción        | C. I.                  | L. G.                  | B. T.                  | Resultado  |
| ------ | ---------------------- | ---------------------- | ---------------------- | ---------------------- | ---------- |
| 1      | Chachachá / «Sex Bomb» | 5                      | 5                      | 5                      | Eliminados |

- Temporada 12 con Hines Ward

| Semana                                             | Baile / Canción                                   | Puntajes de los jueces | Puntajes de los jueces | Puntajes de los jueces | Resultado       |
| Semana                                             | Baile / Canción                                   | C. I.                  | L. G.                  | B. T.                  | Resultado       |
| -------------------------------------------------- | ------------------------------------------------- | ---------------------- | ---------------------- | ---------------------- | --------------- |
| 1                                                  | Chachachá / «Club Can't Handle Me»                | 7                      | 7                      | 7                      | Sin eliminación |
| 2                                                  | Quickstep / «Part-Time Lover»                     | 8                      | 7                      | 8                      | Salvados        |
| 3                                                  | Samba / «Fantasy»                                 | 9                      | 8                      | 8                      | Salvados        |
| 4                                                  | Pasodoble / «Explosive» & «Adagio for Strings»    | 9                      | 8                      | 8                      | Salvados        |
| 5                                                  | Rumba / «Proud To Be An American»                 | 9                      | 9                      | 9                      | Salvados        |
| 6                                                  | Vals vienés / «End of the Road»                   | 9                      | 9                      | 9                      | Salvados        |
| 7                                                  | Chachachá en equipo / «We R Who We R»             | 71/7                   | 8                      | 8                      | Salvados        |
| 7                                                  | Tango / «Tango Misterioso»                        | 91/9                   | 8                      | 10                     | Salvados        |
| 8                                                  | Foxtrot / «This Will Be»                          | 9                      | 9                      | 10                     | Salvados        |
| 8                                                  | Jive / «Chantilly Lace»                           | 9                      | 9                      | 8                      | Salvados        |
| 9 (Semifinal)                                      | Tango argentino / «Perhaps, Perhaps, Perhaps»     | 10                     | 10                     | 10                     | Salvados        |
| 9 (Semifinal)                                      | Salsa / «Hello»                                   | 10                     | 10                     | 10                     | Salvados        |
| 9 (Semifinal)                                      | Duelo de Chachachá / «Just Dance»                 | Sin puntos extras      | Sin puntos extras      | Sin puntos extras      | Salvados        |
| 10 (Final)                                         | Quickstep / «Puttin' on the Ritz»                 | 10                     | 9                      | 10                     | Ganadores       |
| 10 (Final)                                         | Freestyle / «Dancing Machine» & «I Want You Back» | 10                     | 10                     | 10                     | Ganadores       |
| 10 (Final)                                         | Samba / «Fantasy»                                 | 10                     | 10                     | 10                     | Ganadores       |
| 1Puntaje dado por el juez invitado Donnie Burns.}} |                                                   |                        |                        |                        |                 |

- Temporada 13 con David Arquette

| Semana | Baile / Canción                                   | Puntajes de los jueces | Puntajes de los jueces | Puntajes de los jueces | Resultado   |
| Semana | Baile / Canción                                   | C. I.                  | L. G.                  | B. T.                  | Resultado   |
| ------ | ------------------------------------------------- | ---------------------- | ---------------------- | ---------------------- | ----------- |
| 1      | Vals vienés / «Somebody to Love»                  | 6                      | 6                      | 6                      | Salvados    |
| 2      | Jive / «Runaway Baby»                             | 6                      | 6                      | 6                      | Dos últimos |
| 3      | Rumba / «O-o-h Child»                             | 8                      | 8                      | 8                      | Salvados    |
| 4      | Pasodoble / «The Raiders March»                   | 8                      | 7                      | 8                      | Salvados    |
| 5      | Tango / «Tainted Love»                            | 8                      | 9                      | 8                      | Salvados    |
| 6      | Quickstep / «We Go Together»                      | 8                      | 7                      | 8                      | Salvados    |
| 6      | Grupo de Broadway / «Big Spender» & «Money Money» | Sin puntos extras      | Sin puntos extras      | Sin puntos extras      | Salvados    |
| 7      | Chachachá / «Abracadabra»                         | 8                      | 8                      | 8                      | Eliminados  |
| 7      | Tango en equipo / «Disturbia»                     | 8                      | 7                      | 8                      | Eliminados  |

- Temporada 14 con Jaleel White

| Semana | Baile / Canción                                    | Puntajes de los jueces | Puntajes de los jueces | Puntajes de los jueces | Resultado       |
| Semana | Baile / Canción                                    | C. I.                  | L. G.                  | B. T.                  | Resultado       |
| ------ | -------------------------------------------------- | ---------------------- | ---------------------- | ---------------------- | --------------- |
| 1      | Foxtrot / «The Way You Look Tonight»               | 9                      | 8                      | 9                      | Sin eliminación |
| 2      | Jive / «Marry You»                                 | 7                      | 7                      | 8                      | Salvados        |
| 3      | Rumba / «For the Cool in You»                      | 9                      | 8                      | 8                      | Salvados        |
| 4      | Tango / «(I Can't Get No) Satisfaction»            | 8                      | 7                      | 7                      | Salvados        |
| 5      | Samba / «Rhythm Is Gonna Get You»                  | 8                      | 8                      | 8                      | Dos últimos     |
| 6      | Chachachá / «Ain't Too Proud to Beg»               | 10                     | 9                      | 10                     | Salvados        |
| 6      | Maratón de Motown / «Nowhere to Run»               | 8 puntos extras        | 8 puntos extras        | 8 puntos extras        | Salvados        |
| 7      | Vals vienés / «Did I Make the Most of Loving You?» | 8                      | 8                      | 8                      | Eliminados      |
| 7      | Tango en equipo / «Toccata»                        | 10                     | 8                      | 9                      | Eliminados      |

- Temporada 15 con Joey Fatone

| Semana | Baile / Canción                           | Puntajes de los jueces | Puntajes de los jueces | Puntajes de los jueces | Resultado  |
| Semana | Baile / Canción                           | C. I.                  | L. G.                  | B. T.                  | Resultado  |
| ------ | ----------------------------------------- | ---------------------- | ---------------------- | ---------------------- | ---------- |
| 1      | Chachachá / «P.Y.T. (Pretty Young Thing)» | 6.5                    | 7.0                    | 7.0                    | Salvados   |
| 2      | Quickstep / «Creep»                       | 7.5                    | 7.5                    | 7.5                    | Eliminados |

- Temporada 16 con Ingo Rademacher

| Semana        | Baile / Canción                              | Puntajes de los jueces | Puntajes de los jueces | Puntajes de los jueces | Resultado       |
| Semana        | Baile / Canción                              | C. I.                  | L. G.                  | B. T.                  | Resultado       |
| ------------- | -------------------------------------------- | ---------------------- | ---------------------- | ---------------------- | --------------- |
| 1             | Contemporáneo / «Yellow»                     | 7                      | 6                      | 7                      | Sin eliminación |
| 2             | Quickstep / «Billy-a-Dick»                   | 6                      | 7                      | 7                      | Salvados        |
| 3             | Grupo de Freestyle / «The Rockafeller Skank» | Sin puntos extras      | Sin puntos extras      | Sin puntos extras      | Salvados        |
| 3             | Pasodoble / «Another One Bites the Dust»     | 7                      | 7                      | 7                      | Salvados        |
| 4             | Vals vienés / «A Thousand Years»             | 8                      | 7                      | 8                      | Salvados        |
| 5             | Chachachá / «Lady Marmalade»                 | 7                      | 7                      | 7                      | Salvados        |
| 6             | Tango / «Uptight (Everything's Alright)»     | 8                      | 8                      | 8                      | Salvados        |
| 6             | Pasodoble en equipo / «Higher Ground»        | 7                      | 8                      | 7                      | Salvados        |
| 7             | Rumba / «Maria Maria»                        | 7                      | 8                      | 7                      | Dos últimos     |
| 7             | Duelo de Rumba / «Apologize»                 | 3 puntos extras        | 3 puntos extras        | 3 puntos extras        | Dos últimos     |
| 8             | Foxtrot / «You Make Me Feel So Young»        | 8                      | 8                      | 8                      | Salvados        |
| 8             | Jive en trío / «Dance With Me Tonight»       | 8                      | 8                      | 8                      | Salvados        |
| 9 (Semifinal) | Samba / «One More Night»                     | 8                      | 8                      | 8                      | Eliminados      |
| 9 (Semifinal) | Charlestón / «Fat Sam's Grand Slam»          | 9                      | 9                      | 9                      | Eliminados      |

- Temporada 20 con Robert Herjavec

| Semana | Baile / Canción                       | Puntajes de los jueces | Puntajes de los jueces | Puntajes de los jueces | Puntajes de los jueces | Resultado        |
| Semana | Baile / Canción                       | C. I.                  | L. G.                  | J. H.                  | B. T.                  | Resultado        |
| ------ | ------------------------------------- | ---------------------- | ---------------------- | ---------------------- | ---------------------- | ---------------- |
| 1      | Chachachá / «Bills»                   | 7                      | 7                      | 7                      | 7                      | Sin eliminación  |
| 2      | Foxtrot / «You Make Me Feel So Young» | 7                      | 7                      | 7                      | 7                      | Salvados         |
| 3      | Rumba / «How Long Will I Love You?»   | 7                      | 7                      | 8                      | 7                      | Salvados         |
| 4      | Vals / «The Last Waltz»               | 8                      | 9                      | 8                      | 9                      | Salvados         |
| 5      | Quickstep / «Step in Time»            | 6                      | 6                      | 6                      | 6                      | Salvados         |
| 6      | Jive / «Surfin' Safari»               | 7                      | 7                      | 7                      | 7                      | Últimos salvados |
| 6      | Freestyle en equipo / «Wipe Out»      | 10                     | 9                      | 10                     | 10                     | Últimos salvados |
| 7      | Tango argentino / «Word Up!»          | 7                      | 8                      | 8                      | 8                      | Salvados         |
| 7      | Duelo de Chachachá / «Dance with Me»  | Sin puntos extras      | Sin puntos extras      | Sin puntos extras      | Sin puntos extras      | Salvados         |
| 8      | Contemporáneo / «Champagne Kisses»    | 8                      | 8                      | 9                      | 8                      | Eliminados       |
| 8      | Samba en trío / «Cinema Italiano»     | 7                      | 7                      | 8                      | 7                      | Eliminados       |

- Temporada 24 con Mr. T

| Semana | Baile / Canción                            | Puntajes de los jueces | Puntajes de los jueces | Puntajes de los jueces | Puntajes de los jueces | Resultado       |
| Semana | Baile / Canción                            | C. I.                  | L. G.                  | J. H.                  | B. T.                  | Resultado       |
| ------ | ------------------------------------------ | ---------------------- | ---------------------- | ---------------------- | ---------------------- | --------------- |
| 1      | Chachachá / «The A-Team theme»             | 5                      | 5                      | 5                      | 5                      | Sin eliminación |
| 2      | Pasodoble / «Eye of the Tiger»             | 6                      | 5                      | 6                      | 5                      | Salvados        |
| 3      | Foxtrot / «Ain't That a Kick in the Head?» | 6                      | 6                      | 6                      | 6                      | Salvados        |
| 4      | Vals / «Amazing Grace»                     | 7                      | 7                      | 7                      | 7                      | Eliminados      |

### Otros proyectos
Desde el 2001, ha participado en la gira y producción de bailes de salón Burn the Floor, y en la fiesta del cumpleaños número 50 de Elton John. 
A principios de 2006, apareció en el programa australiano Australian Celebrity Survivor: Vanuatu en nombre de los Merry Makers. Ella fue la primera eliminada de su tribu Moso y del programa. Es una de las pocas participantes en Survivor en todo el mundo en votar por sí misma, ya que el auto voto es generalmente contra las reglas en la mayoría de las ediciones.
En 2013, Johnson apareció en la temporada 3 de The Celebrity Apprentice Australia, pero fue eliminada en la cuarta semana como la gerente de proyecto perdedor.

### 5678 Fitness
En octubre de 2015, Johnson anunció que estaría lanzando su primer DVD de fitness, 5678 Fitness, y un libro titulado The 5678 Diet, en enero de 2016.
5678 Fitness es un programa de fitness de cuerpo entero basado en la danza cardio-latina, combinando rutinas de baile de alta energía con un entrenamiento total del cuerpo. Junto con el lanzamiento de su marca personal de fitness y estilo de vida, Johnson comparte sus lecciones de vida, nutrición y planes de ejercicios y estilo de entretenimiento a través de anécdotas, recetas y contribuciones de sus compañeros de baile famosos en su primer libro The 5678 Diet.

## Vida personal
Johnson estaba anteriormente comprometida con el jugador de cricket australiano Shane Watson.
En septiembre de 2015, Johnson confirmó que ella y su pareja de la temporada 20 de Dancing with the Stars, el empresario Robert Herjavec, estaban en una relación. El 27 de febrero de 2016, la pareja se comprometió. Ella y Herjavec se casaron el 31 de julio de 2016 en Los Ángeles, y desde entonces ha cambiado su apellido. En diciembre de 2017, anunció que ella y su esposo esperan su primer hijo juntos. Más tarde confirmó a People que estaba embarazada de gemelos.
Johnson Herjavec dio a luz a un niño, Hudson Robert Herjavec, y una niña, Haven Mae Herjavec, el 23 de abril de 2018 a las 7:44 a. m. y a las 7:45 a. m., respectivamente.